# Taifa de Tortosa

Taifa de Tortosa.

La taifa de Tortosa fue una taifa o estado musulmán medieval en la península ibérica. Su capital era la ciudad de Turtusha (actual Tortosa), situada cerca de la desembocadura del Delta del Ebro. Su aparición se produce con la desaparición del Califato de Córdoba, a partir de la Cora existente.

## Historia
Tortosa fue ocupada por los musulmanes en 714. Inicialmente, hacia 1031, el poder de la taifa estuvo en manos del amirita Labib Al'Amiri Al-Fatá. En 1061 pasó a estar bajo el poder de Al-Muqtadir, rey de la Taifa de Saraqusta (Zaragoza), y posteriormente pasó ser gobernada por Al-Mundir Imad ad-Dawla, emir de la taifa de Játiva. En el siglo XII pasó a manos de los almorávides. La ciudad fue tomada en 1148 por el conde de Barcelona Ramón Berenguer IV.